# Frank Boblenz
Frank Boblenz (* 24. November 1957 in Kölleda) ist ein deutscher Archivar und Historiker sowie Autor.
Boblenz studierte von 1980 bis 1984 und von 1986 bis 1989 an der Martin-Luther-Universität Halle-Wittenberg und promovierte anschließend 1990 in Halle (Saale). Zwischen 1990 und 1993 folgte ein postgraduales Studium der Archivwissenschaft an der Humboldt-Universität zu Berlin. Von 1990 bis 2024 war er als wissenschaftlicher Archivar und ab 2002 als Abteilungsleiter im Thüringischen Hauptstaatsarchiv Weimar tätig. 
Boblenz veröffentlichte viele Werke zur Geschichte Thüringens. Schwerpunkte seiner Arbeiten bilden das 16. und 17. Jahrhundert, das preußische Thüringen, die Territorialverhältnisse in Thüringen sowie die Archiv- und Bibliotheksgeschichte. Er ist Mitglied der Historischen Kommission für Thüringen.
Boblenz wurde u. a. auch bekannt dadurch, dass er einer der letzten Besucher der Herzogin Anna Amalia Bibliothek in Weimar war, bevor in dieser am Abend des 2. September 2004 der verheerende Brand ausbrach. Er gehört ferner zu jenen, die zuerst mit der Rettung der Bibliotheksbestände begannen.

## Schriften (Auswahl)
- Die Aktionen der Harzschützen 1625/27. Eine bäuerliche Widerstandsbewegung gegen Krieg und feudale Ausbeutung. Halle, Univ., Diss., 1989.
- Landschafts- und Landtagssyndikus Bernhard Friedrich Rudolf Kuhn. Eine biographische Skizze. In: Schriften zur Geschichte des Parlamentarismus in Thüringen, Heft 10. Wartburg-Verlag, Weimar 1998, ISBN 3-86160-510-4.
- mit Bettina Fischer (Bearb.): Archivführer Thüringen. Archivberatungsstelle Thüringen, Weimar 1999.
- Abriß der Territorialgeschichte des preußischen Thüringen. In: Das preußische Thüringen. Abhandlungen zur Geschichte seiner Volksvertretungen (Schriften zur Geschichte des Parlamentarismus in Thüringen; 17). Herausgegeben vom Thüringer Landtag. Rudolstadt 2001, S. 9–45. ISBN 3-89807-020-4
- Sagen der Unstrut-Finne-Region (Sonderheft der Sömmerdaer Heimathefte; 1). Bearbeitet von Frank Boblenz. Sömmerda.
- „Ältestes bewahrt in Treue, freundlich aufgefasstes Neue“. Festschrift für Volker Wahl zum 65. Geburtstag. Herausgegeben im Auftrag des Thüringer Archivarverbandes von Katrin Beger, Dagmar Blaha, Frank Boblenz und Johannes Mötsch. Rudolstadt 2008. ISBN 978-3-00-024781-1.
- Stände in der Grafschaft Honstein während der Zugehörigkeit zu Braunschweig-Wolfenbüttel 1593–1628/1636. In: Landstände in Thüringen. Vorparlamentarische Strukturen und politische Kultur im Alten Reich (Schriften zur Geschichte des Parlamentarismus in Thüringen; 27). Herausgegeben vom Thüringer Landtag. Erfurt und Weimar 2008, S. 315–351. ISBN 978-3-86160-527-0.